# Filipo Nakosi
Pas d'image ? Cliquez ici

a Compétitions nationales et continentales officielles uniquement.

b Matchs officiels uniquement.
Dernière mise à jour le 4 mars 2025.
Filipo Nakosi, né le 8 avril 1992 à Votua (province de Ba, Fidji), est un joueur de rugby à XV fidjien. Il joue principalement au poste d'ailier au RC Vannes.
Il est le frère cadet de l'ancien international fidjien de rugby à sept Pio Tuwai (en), et le frère aîné de l'international fidjien à XV et à sept Josua Tuisova.

## Carrière

### En club
Filipo Nakosi commence sa carrière avec le club amateur de Nadi en Skipper Cup. Il joue également avec les Westfield Barbarians, aux côtés de ses frères, dans les tournois de rugby à sept fidjiens, remportant notamment le Marist 7s en juin 2013,.
En 2013, il rejoint la Nouvelle-Zélande, et joue avec le club d'Awanui, dans le petit championnat amateur de Mangonui, qui est une subdivision de la fédération régionale de Northland. Ses bonnes performances lui permettent alors de décrocher un contrat professionnel avec la province de Northland en NPC (championnat des provinces néo-zélandaises) en 2014,. Il joue deux saisons avec Northland, disputant onze matchs et marquant un essai. Il joue également avec l'équipe de développement (espoir) de la franchise des Blues, et participe aussi au tournoi de Singapour de rugby à 10 en 2014, avec cette même équipe,.
Il rejoint en octobre 2015 le club français du SU Agen en Top 14, en qualité de joker médical de l'international canadien Taylor Paris,. Auteur de performances remarqués, il voit son contrat prolongé jusqu'en 2018,. 
En novembre 2016, il est annoncé qu'il signe un contrat de quatre saisons avec le Rugby club toulonnais, mais qu'il reste en prêt avec Agen jusqu'en juin 2018, avant de rejoindre effectivement son nouveau club,,.
Arrivé à Toulon lors de la saison 2018-2019, il joue auprès de son frère Josua Tuisova, et inscrit dix essais en dix-huit matchs. 
Malgré ses performances au RCT, il est libéré de sa dernière année de contrat pour rejoindre le Castres olympique, où il retrouve son ancien entraîneur d'Agen Mauricio Reggiardo,. Il signe un contrat de trois ans avec le club tarnais. En avril 2021, il prolonge son contrat jusqu'en 2024. Lors de la saison 2021-2022, son équipe atteint la finale du championnat, où elle s'incline face à Montpellier. En juin 2024, après cinq saisons avec le CO, son contrat n'est pas renouvelé, et il quitte le club.
Dans la foulée de son départ de Castres, il s'engage pour deux saisons avec le RC Vannes, récemment promu en Top 14.

## En équipe nationale
Filipo Nakosi porte le maillot des Barbarians le 2 juin 2019, à l'occasion d'un match face à l'Angleterre à Twickenham,.
En juillet 2019, il est sélectionné pour la première fois avec l'équipe des Fidji pour disputer la Pacific Nations Cup 2019. Il connait sa première sélection  le 27 juillet 2019 à lors d'un match contre l'équipe du Japon à Kamaishi.
En août 2019, il est sélectionné dans le groupe fidjien de 31 joueurs retenu pour disputer la Coupe du monde au Japon. Il dispute une seule rencontre lors de la compétition, à l'occasion du match face à l'Uruguay.

## Palmarès

### En club
- Vainqueur de la finale d'accession au Top 14 en 2017 avec le SU Agen.
- Finaliste du Top 14 en 2022 avec le Castres olympique.